# Łąka (powiat Goleniowski)
Łąka is een plaats in het Poolse district  Goleniowski, woiwodschap West-Pommeren. De plaats maakt deel uit van de gemeente Stepnica en telt 319 inwoners.